# Vidor Gáborné
Vidor Gáborné, leánykori nevén Sommer Katalin (Zalaegerszeg, 1903. szeptember 22. – Nyugat-Berlin, Németország, 1976. június 7.) író, műfordító.

## Életpályája
Sommer Sándor (1871–1944) pénztáros és Friedrich Regina (1879–1944) lányaként született. Iskolai tanulmányait szülővárosa polgári iskolájában kezdte, majd Bécsben folytatta. A második világháború alatt az auschwitzi koncentrációs táborba deportálták, ahonnan Merzdorfba került. Az átélt borzalmakat a Háborog a sír című könyvében írta meg. Hazatérése után Zalaegerszegen, majd Budapesten élt. Antifasiszta témájú írásait a Zalai Hírlap, az Új Élet és az Élet és Irodalom című lapok közölték.
Hamvasztás utáni búcsúztatását a zalaegerszegi Göcseji úti temetőben tartották.
Férje Vidor Gábor (1895–1963) fogorvos, Weisz Lőrinc és Hirschler Amália fia, akihez 1926. június 20-án Zalaegerszegen ment feleségül. Gyermekük, Vidor Tibor (1928–1944) a holokauszt áldozata lett.

## Művei
- Vidor Gáborné. Háborog a sír. Budapest: Magvető (1960)
- Vidor, Katalin, Bruno Heilig. Unterm Zeichen des Sterns (német nyelven). Book Broker GmbH (1964)